# Material circulante do Metropolitano de Lisboa

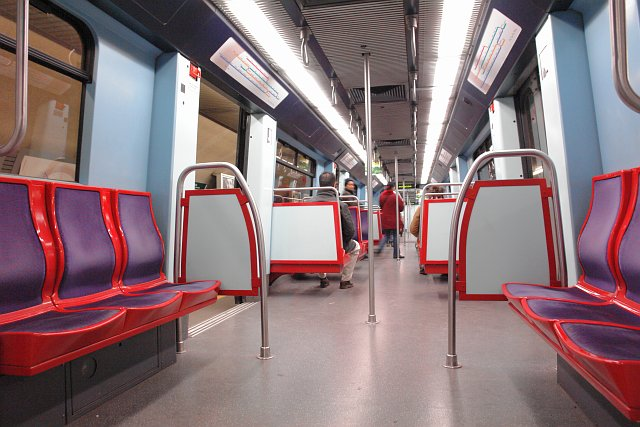
Interior de uma carruagem do Metropolitano de Lisboa (série ML99).

O material circulante do Metropolitano de Lisboa era constituído em 2011 por 338 carruagens, das quais 225 são automotoras elétricas (alimentadas por sapata sobre terceiro carril) e 113 reboques não motorizados. (Este parque havia atingido um máximo de 361 unidades em 1999.) Com exceção da primeira série, retirada em 2000, todos os veículos do ML, ainda que encomendados e adquiridos em várias séries, apresentam um aspeto homogéneo, sendo de difícil distinção para o observador casual.

## Séries

### ML7

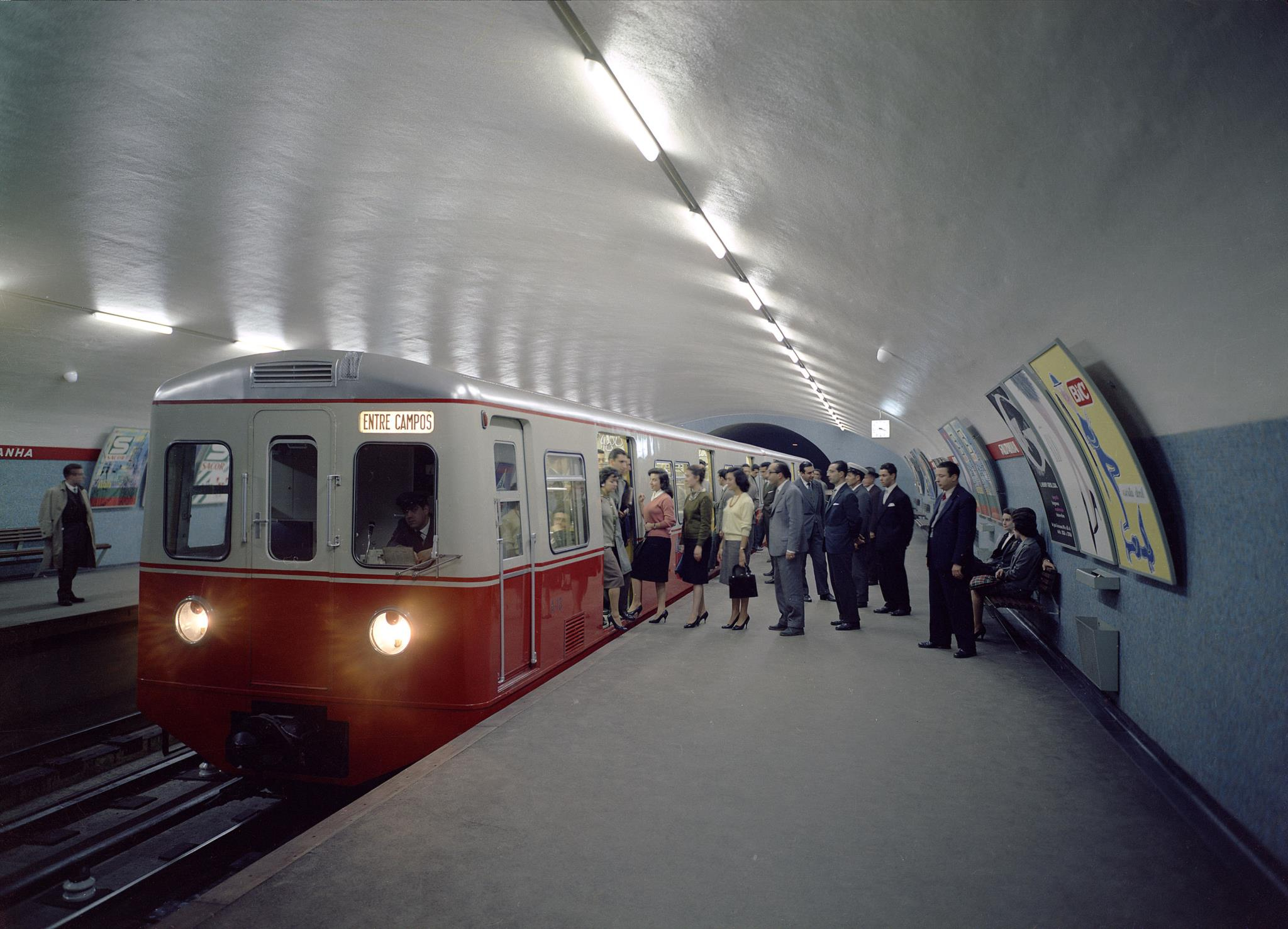
Carruagem A-13 (série ML7) na, em 1959.

A ML7 foi a primeira série de material circulante utilizado no Metropolitano de Lisboa, fabricada pela casa alemã Linke-Hoffman Busch. Entrou em circulação logo aquando do início da exploração, a 29 de dezembro de 1959. A frota inicial de 24 carruagens foi sendo progressivamente aumentada entre 1959 e 1975, tendo sido adquiridas um total de 84 unidades (numeração A-1 a A-84), tendo as encomendas mais recentes sido produzidas em Portugal, na Sorefame. Tinham uma lotação de 173 pessoas e atingiam uma velocidade máxima de 60 km/h. Possuíam carroçaria exterior branca, vermelha e prateada; o interior era em tons de madeira e branco, e os assentos eram azuis.[carece de fontes?]
No dia 21 de maio de 1976 um incêndio numa composição junto à estação Arroios resultou na destruição de quatro carruagens ML7.
As restantes 80 carruagens foram retiradas de circulação no dia 31 de janeiro de 2000 e vendidas para sucata, tendo-se mantido visíveis ao público em Canas de Senhorim até à sua demolição.[carece de fontes?]

Duas carruagens (numeradas A-1 e A-2) foram guardadas e posteriormente restauradas,[carece de fontes?] circulando esporadicamente em ocasiões especiais. Um exemplo desse uso episódico foi a sua deslocação para Alvalade em 2009, para albergar uma exposição alusiva ao 50.º aniversário do sistema.

### ML79
A ML79, baseado no MF-77 da RATP, foi a segunda série de material circulante utilizado no Metropolitano de Lisboa, inaugurando uma sequência de material de aspecto muito semelhante, todo ele de conceção da casa francesa Alsthom-MTE. Entrou em circulação a 1 de janeiro de 1984. Foram adquiridas entre 1984 e 1989 um total de 56 carruagens (numeração M101 a M156). Tinham uma lotação de 164 pessoas e atingiam uma velocidade máxima de 72 km/h. Possuíam uma carroçaria exterior em aço inoxidável escovado, fabricada na Sorefame, com uma faixa pintada em azul e frente pintada em vermelho; o interior era em tons de madeira e azul, e os assentos eram azuis. As ML79 foram retiradas de circulação no dia 11 de julho de 2002. Chegou a considerar-se a sua venda para o Metro de Buenos Aires, mas, gorado esse negócio, todas as carruagens da série foram vendidas para sucata, tendo posteriormente sido resgatadas duas carruagens para exposição.[carece de fontes?]

### ML90

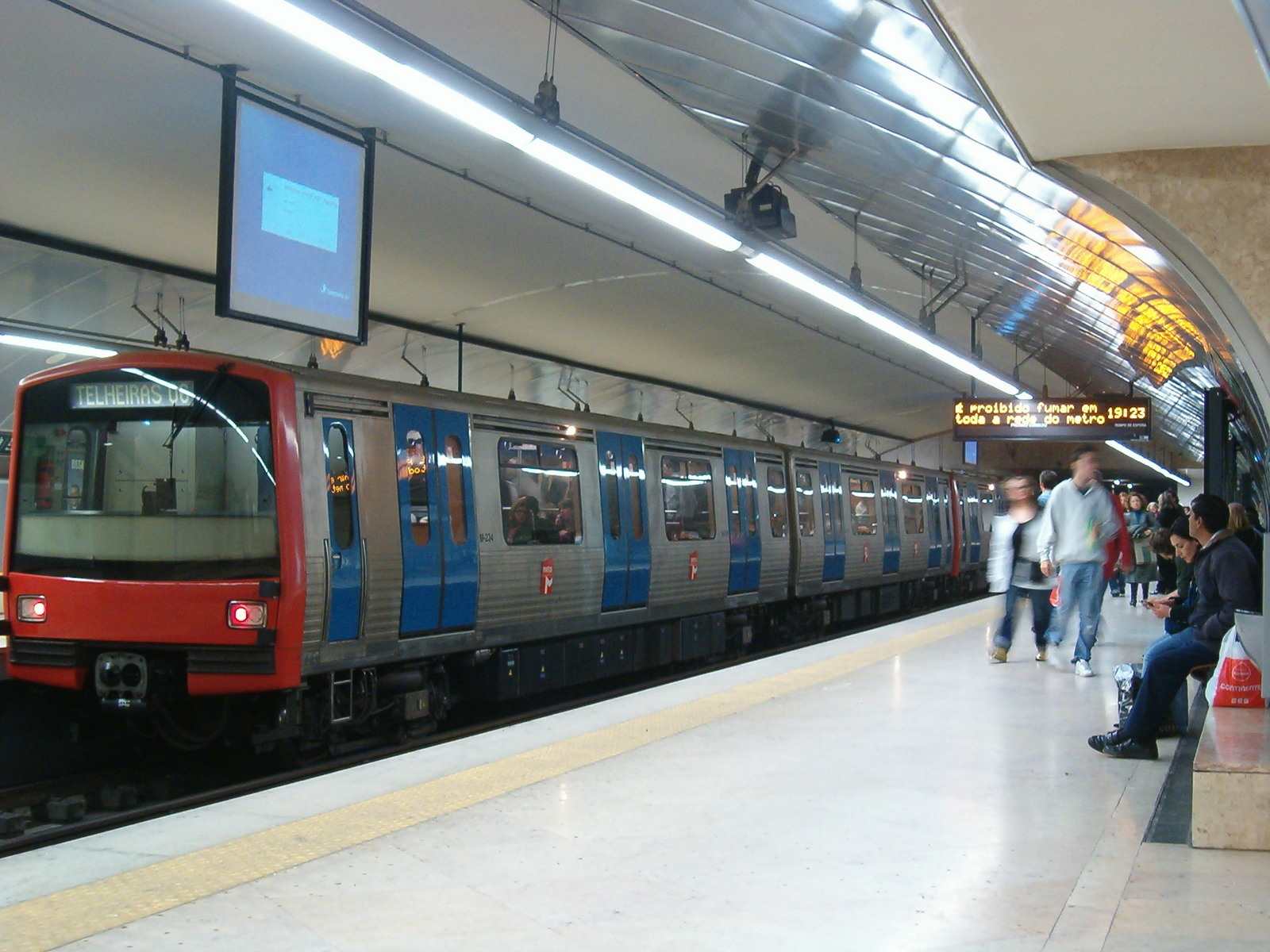
Composição da série ML90 na, em 2008.

A ML90 é a terceira série de material circulante utilizado no Metropolitano de Lisboa, tendo entrado em circulação a 29 de março de 1993. As composições foram construídas pela Sorefame/Siemens, sendo compostas por unidades motoras e reboques agrupados em unidades triplas com uma motora em cada ponta e um reboque no meio, podendo também circular em unidades duplas sem o reboque. Foram adquiridas entre 1993 e 1996 um total de 57 carruagens (numeração M201 a M257). Têm uma lotação de 162/178 pessoas (motora/reboque) e atingem uma velocidade máxima de 72 km/h. Possuem uma carroçaria exterior em aço inoxidável escovado, frente pintada em vermelho e portas pintadas em azul; o interior é em tons de castanho e azul, e os assentos são vermelhos com estofo multicolorido.
Os protótipos desta série (duas unidades triplas de numeração M201 a M206) foram integrados na frota em serviço em abril de 1993, sendo distinguíveis das composições de série por possuírem uma porta frontal na cabine de condução, pela cor do interior das carruagens, que era em tons de creme e azul, e pela cor dos assentos e estofos, que são em tons de castanho; estes interiores foram intervencionados em 2013.

Em março de 2013, a composição composta pelas carruagens M201+R202+M203[carece de fontes?] foi modificada no âmbito de uma operação de remodelação, ficando todos os assentos dispostos longitudinalmente de costas para o exterior; a parte inferior das janelas, assim oculta, foi revestida a negro opaco. Esta configuração, com menos lugares sentados, visa um aumento marginal na capacidade, para cerca de 170 passageiros por carruagem, e maior rapidez nas entradas e saídas. A empresa considera porém esta uma experiência isolada, sem que projete semelhante alteração no resto da frota. A composição M204+R205+M206, também prototípica da série,[carece de fontes?] foi intervencionada na mesma altura, tendo recebido novos estofos, chão e revestimentos laterais, sem alterações na disposição interna.

### ML95

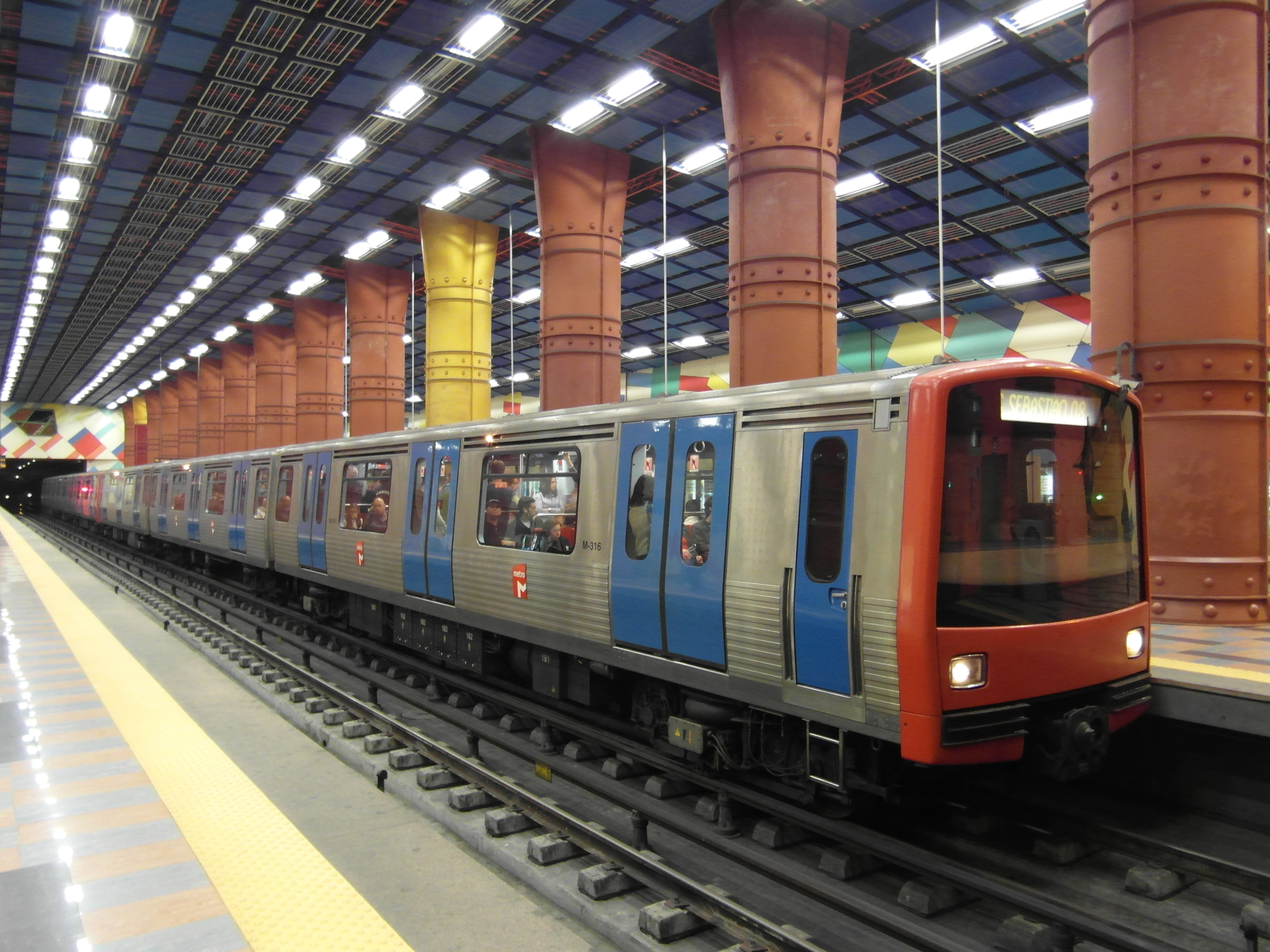
Composição da série ML95 na, em 2012.

A ML95 é a quarta série de material circulante utilizado no Metropolitano de Lisboa, tendo entrado em circulação em 1997. As composições desta série são uma evolução da série anterior e foram igualmente construídas pela Sorefame/Siemens, sendo compostas por unidades motoras e reboques agrupados em unidades triplas com uma motora em cada ponta e um reboque no meio, podendo também circular em unidades duplas sem o reboque. Foram adquiridas entre 1997 e 1998 um total de 114 carruagens (numeração M301 a M414). Têm uma lotação de 162/178 pessoas (motora/reboque) e atingem uma velocidade máxima de 72 km/h. Possuem uma carroçaria exterior em aço inoxidável escovado, frente pintada em vermelho e portas pintadas em azul, o interior é em tons de azul, e os assentos são vermelhos com estofo azul. As carruagens da série ML95 são distinguíveis das ML90 pela sua numeração e por o seu interior ser inteiramente em tons de azul e vermelho. Outras diferenças técnicas para a série anterior incluem uma nova motorização e a mudança do controlo de abertura e fecho das portas de pneumático para elétrico.

### ML97

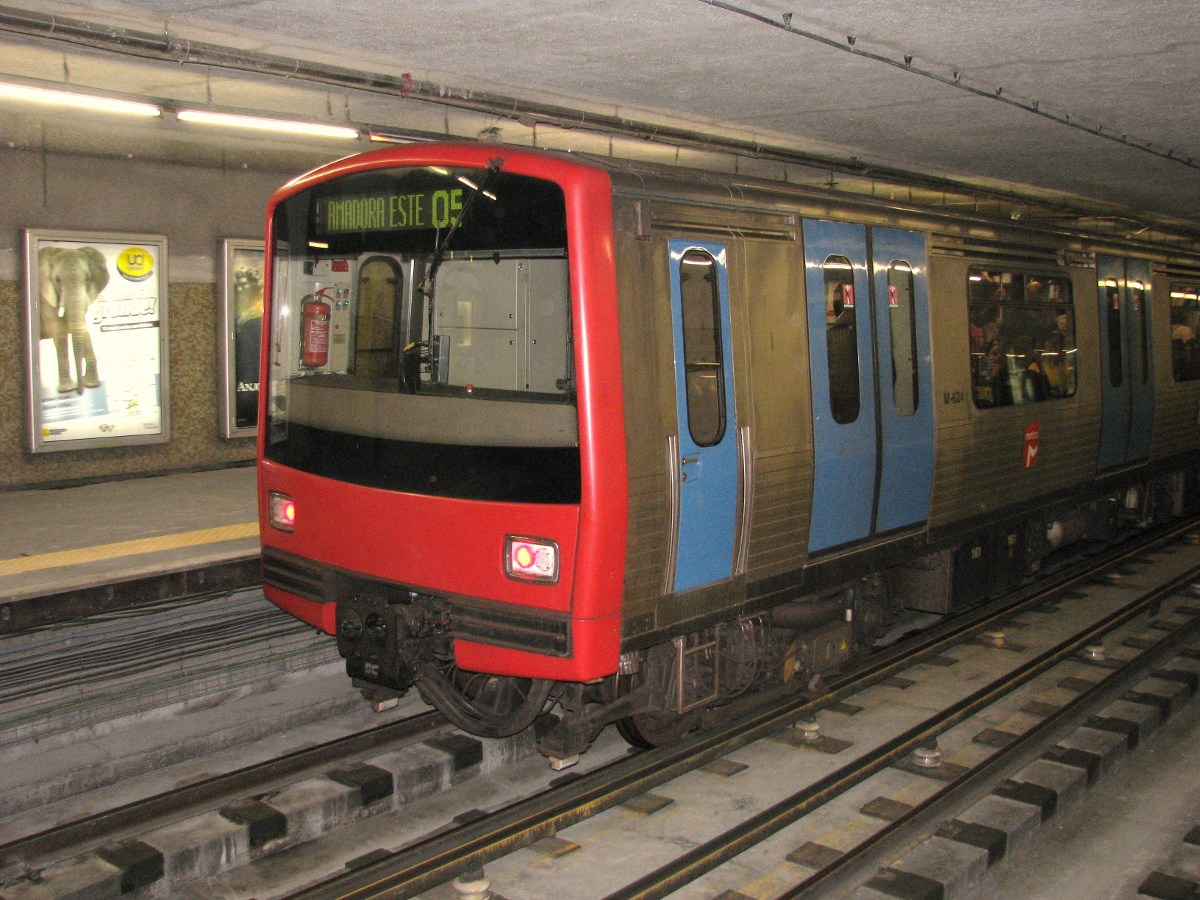
Composição da série ML97 na, em 2009.

A ML97 é a quinta série de material circulante utilizado no Metropolitano de Lisboa, tendo entrado em circulação a 1 de fevereiro de 1999. As composições desta série são uma evolução da série anterior e foram igualmente construídas pela Sorefame/Siemens, sendo compostas por unidades motoras e reboques agrupados em unidades triplas com uma motora em cada ponta e um reboque no meio. Foram adquiridas um total de 54 carruagens (numeração M501 a M554). Têm uma lotação de 165/185 pessoas (motora/reboque) e atingem uma velocidade máxima de 72 km/h. Possuem uma carroçaria exterior em aço inoxidável escovado, frente pintada em vermelho e portas pintadas em azul, o interior é em tons de azul e cinzento, e os assentos são vermelhos com estofo azul. Embora muito semelhantes às duas séries anteriores, as carruagens da série ML97 são facilmente distinguíveis destas pela sua numeração e por a ligação entre as carruagens ser feita através de uma secção em fole, que permite aumentar ligeiramente a sua lotação. Outras diferenças técnicas para a série anterior incluem a introdução do sistema digital automático de informação aos passageiros e de baterias para assegurar a iluminação e ventilação das carruagens em caso de falha de corrente.

### ML99

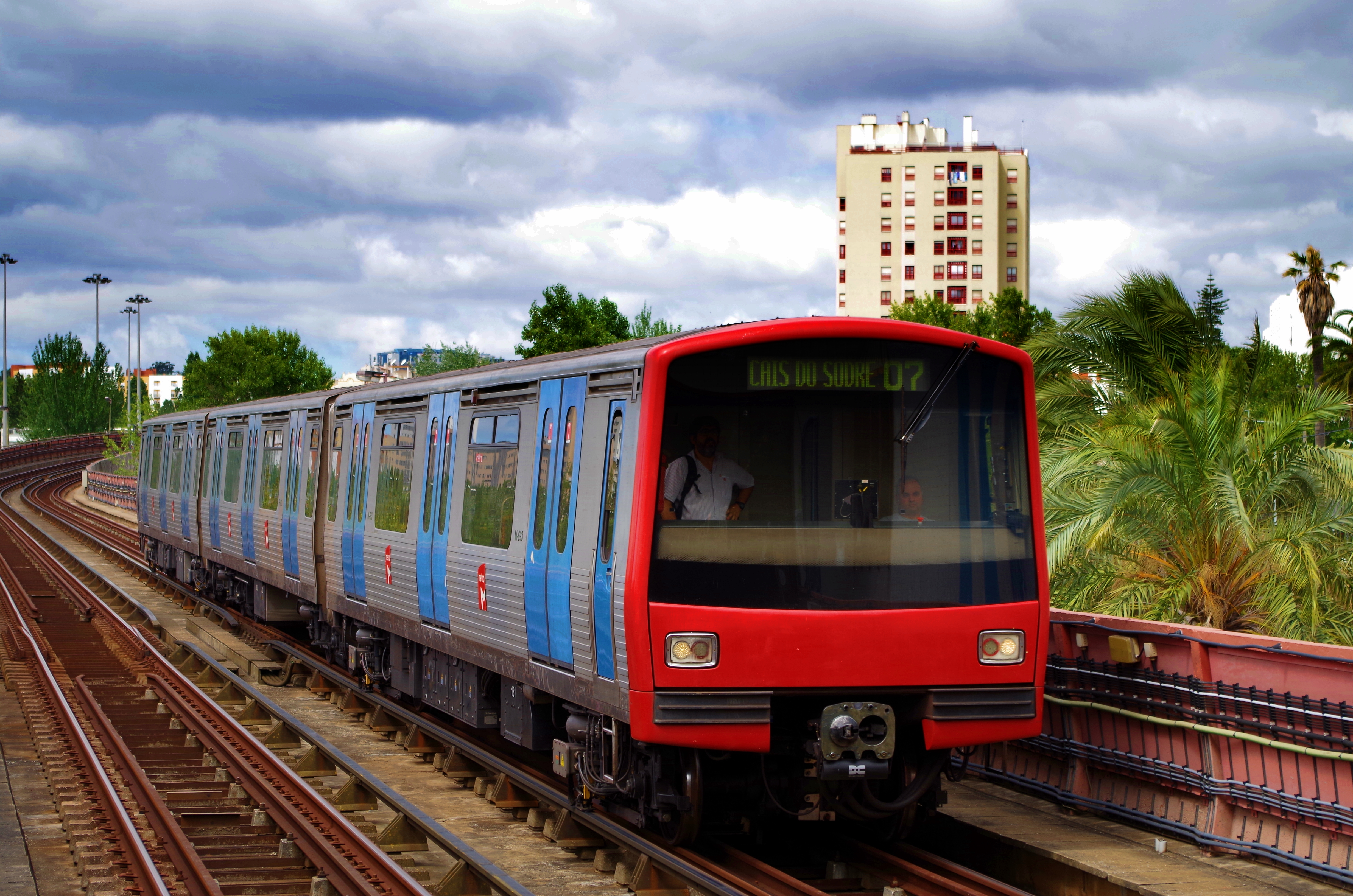
Composição da série ML99 circulando junto à, em 2014.

A ML99 é a sexta série de material circulante utilizado no Metropolitano de Lisboa, tendo entrado em circulação a 3 de julho de 2000. As composições desta série são uma evolução da série anterior e foram igualmente construídas pela Sorefame/Siemens, sendo compostas por unidades motoras e reboques agrupados em unidades triplas com uma motora em cada ponta e um reboque no meio. Foram adquiridas entre 2000 e 2002 um total de 114 carruagens (numeração M601 a M714). Têm uma lotação de 165/185 pessoas (motora/reboque) e atingem uma velocidade máxima de 72 km/h. Possuem uma carroçaria exterior em aço inoxidável escovado, frente pintada em vermelho e portas pintadas em azul, o interior é em tons de azul e cinzento, com assentos vermelhos e de estofo azul. Tal como nas ML97, a ligação entre as carruagens da série ML99 é feita através de uma secção em fole, sendo assim facilmente distinguível das ML90 e ML95; no entanto, são praticamente indistinguíveis da ML97, exceto pela sua numeração e pelo facto de não possuírem apoios no chão por debaixo dos assentos. O número de unidades atualmente em serviço é de 113, dado que uma carruagem ML99 foi destruída na sequência de um incidente ocorrido em 2002 no Parque de Material e Oficinas das Calvanas (PMOII).[carece de fontes?]

### ML20
A ML20 é a sétima série de material circulante utilizado no Metropolitano de Lisboa. A entrega das composições desta série esteve inicialmente prevista de ocorrer entre o 1º primeiro trimestre de 2023 e o 3º trimestre de 2025, com o calendário mais recente a apontar para a entrega das composições entre abril e outubro de 2024. Depois de várias décadas de utilização de composições construídas em território nacional, as composições desta série estão a ser construídas pela Stadler/Siemens Mobility em Valência, sendo compostas por unidades motoras e reboques agrupados em unidades triplas com uma motora em cada ponta e um reboque no meio. Vão ser adquiridas ao longo de 2024 um total de 42 carruagens (numeração M801 a M842). Possuem uma carroçaria exterior em aço inoxidável, o que as torna facilmente distinguíveis do restante material circulante, frente pintada em vermelho e portas pintadas em azul (portas nas pontas das carruagens) ou vermelho (portas centrais), o interior é em tons de branco e cinzento, com assentos plásticos longitudinais em vermelho e azul, uma estreia no Metropolitano de Lisboa. Tal como nas ML99, a ligação entre as carruagens da série ML20 é feita através de uma secção em fole.

### ML24
A ML24 é a oitava série de material circulante utilizado no Metropolitano de Lisboa. O concurso público internacional para aquisição das 72 primeiras composições desta série foi lançado a 30 de novembro de 2023 (numeração M843 a M914), havendo também a opção de compra de mais 36 composições (numeração M915 a M950).

## Polémica dos Travões de Emergência
No dia 29 de maio de 2014, o jornal i noticiou que as composições do Metro de Lisboa circulam há dois anos sem os travões de emergência. Segundo a mesma fonte, esta situação deve-se a uma falha nos freios eletromagnéticos que foi detectada em 2012 e que obrigou a empresa a desativar o sistema. Este problema afetou todo o material circulante em funcionamento, tendo sido imposta uma limitação de velocidade em toda a rede de 60 para 45 km/h. Na reação a esta notícia, o diretor de manutenção do Metro afirma que viajar no Metro de Lisboa é «totalmente seguro». No dia 5 de junho de 2014, soube-se que a Procuradoria Geral da República (PGR) está a ponderar a abertura de um inquérito. A 19 de novembro de 2014, o inquérito foi arquivado pelo Ministério Público, por inexistência de "indícios suficientes do crime de atentado contra a segurança dos transportes".